# James H. Hughes
James Hurd Hughes, född 14 januari 1867 i Kent County, Delaware, död 29 augusti 1953 i Lewes, Delaware, var en amerikansk demokratisk politiker. Han representerade delstaten Delaware i USA:s senat 1937-1943.
Hughes arbetade som lärare och studerade juridik. Han inledde 1890 sin karriär som advokat i delstatens huvudstad Dover. Han var dessutom verksam inom jordbruket och bankbranschen.
Hughes var delstatens statssekreterare (Secretary of State of Delaware) 1897-1901. Han var elektor för Woodrow Wilson i presidentvalet i USA 1912. Han besegrades av John G. Townsend i guvernörsvalet i Delaware 1916.
Hughes vann klart mot den sittande senatorn Daniel O. Hastings i senatsvalet 1936. Han besegrades av E. Ennalls Berl i demokraternas primärval inför senatsvalet 1942. Berl förlorade sedan själva senatsvalet mot republikanen C. Douglass Buck.
Hughes avled 1953 och gravsattes på Lakeside Cemetery i Dover.